# گستره تاخیر
در مخابرات راه‌دور، گسترهٔ تأخیر (به انگلیسی: delay spread) معیاری برای سنجش غنای چندمَسیری یک کانال مخابراتی است. به‌طور کلی، می‌توان آن را به عنوان تفاوت بین زمان رَسِش اولین مؤلفه اثرگذار چندمسیره (معمولاً مؤلفه خط دید) و زمان رسش آخرین مؤلفه‌های چند مسیره تفسیر کرد. گستره تأخیر بیشتر در توصیف کانال‌های بی‌سیم استفاده می‌شود، اما برای هر کانال چندمسیره دیگری (مثلاً چندمسیری در فیبرهای نوری) نیز کاربرد دارد.
گستره تأخیر را می‌توان از طریق معیارهای مختلف کمی‌سازی کرد، اگرچه رایج‌ترین آنها ریشه میانگین مربعات (rms) گسترهٔ تاخیر است. نشان دادن نمایه تاخیر توان کانال توسط {\displaystyle A_{c}(\tau )} ، میانگین تاخیر کانال است
{\displaystyle {\overline {\tau }}={\frac {\int _{0}^{\infty }\tau A_{c}(\tau )d\tau }{\int _{0}^{\infty }A_{c}(\tau )d\tau }}}
و گستره تأخیر مؤثر (rms) داده می‌شود توسط
{\displaystyle \tau _{\text{rms}}={\sqrt {\frac {\int _{0}^{\infty }(\tau -{\overline {\tau }})^{2}A_{c}(\tau )d\tau }{\int _{0}^{\infty }A_{c}(\tau )d\tau }}}}
فرمول فوق به عنوان ریشه دومین ممان مرکزی طیف چگالی توان تاخیر نرمال‌شده نیز شناخته می‌شود.
اهمیت گستره تأخیر در نحوه تأثیرگذاری آن بر تداخل بین‌نمادی (ISI) است. اگر مدت زمان نماد در مقایسه با گستره تأخیر به اندازه کافی طولانی باشد (معمولاً ۱۰ برابر بزرگتر از آن به اندازه کافی خوب است)، می‌توان انتظار یک کانال بدون-آی‌اس‌آی معادل داشت. مطابقت با حوزه فرکانس، مفهوم پهنای‌باند همدوسی (CB) است، که پهنای‌باندی است که کانال را می‌توان مسطح (یعنی کانالی که همه اجزای طیفی را با بهره تقریباً برابر و فاز خطی عبور می‌دهد) فرض کرد. پهنای‌باند همدوس با معکوس گسترهٔ تاخیر مرتبط است. هرچه گستره تأخیر کوتاه‌تر باشد، پهنای‌باند همدوس بیشتر است. گستره تأخیر تأثیر قابل‌توجهی بر تداخل بین‌نمادی دارد.

## کتابشناسی - فهرست کتب
- ساندرز، آنتن‌ها و انتشار برای سامانه‌های مخابراتی بی‌سیم، ویرایش دوم، صفحات ۲۴۶–۲۵۰، ۲۰۰۷